# Mycetinis
Mycetinis là một chi nấm trong họ Marasmiaceae. Chi này phân bố rộng rãi này chứa 8 loài.

## Hình ảnh

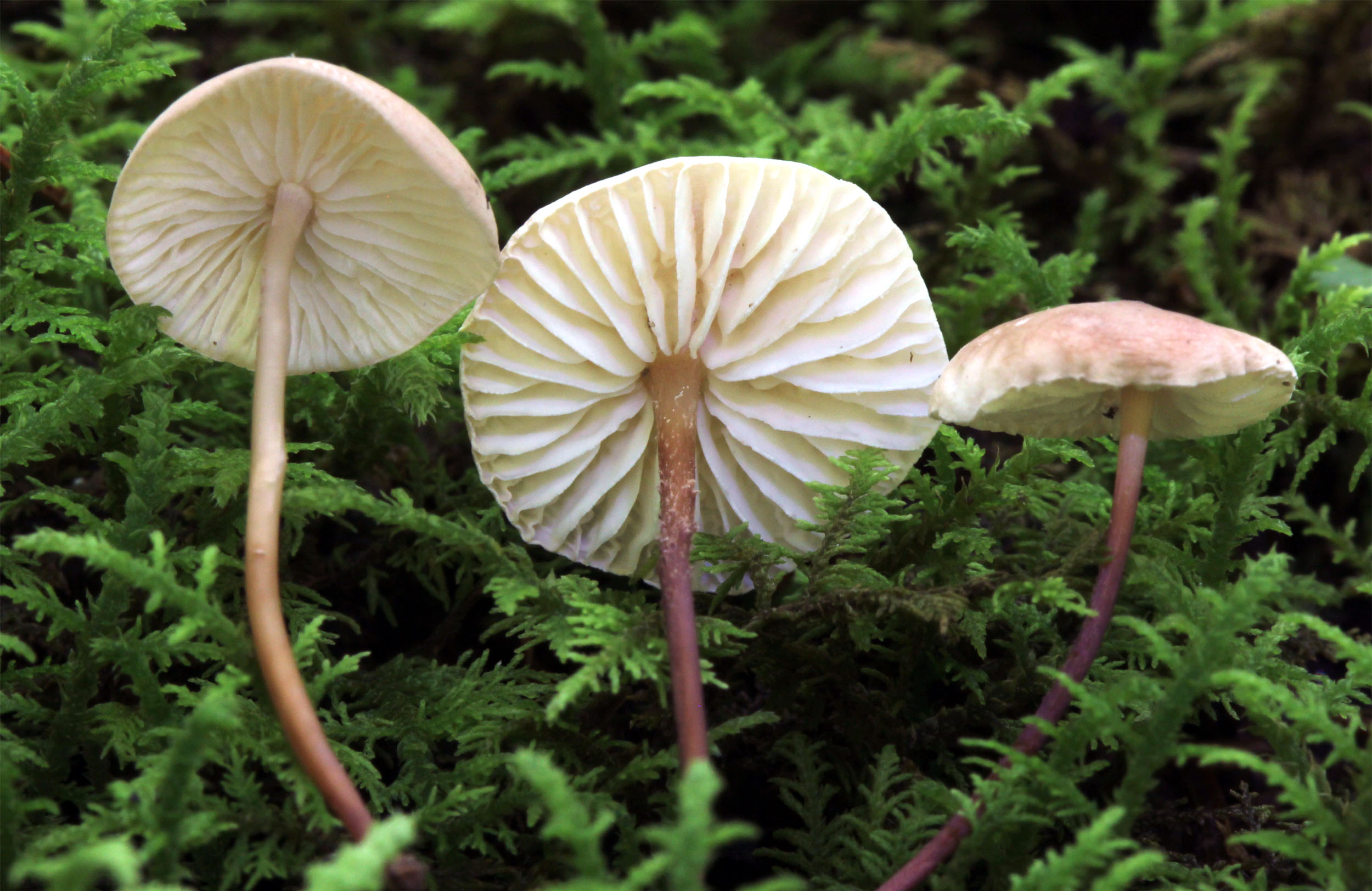
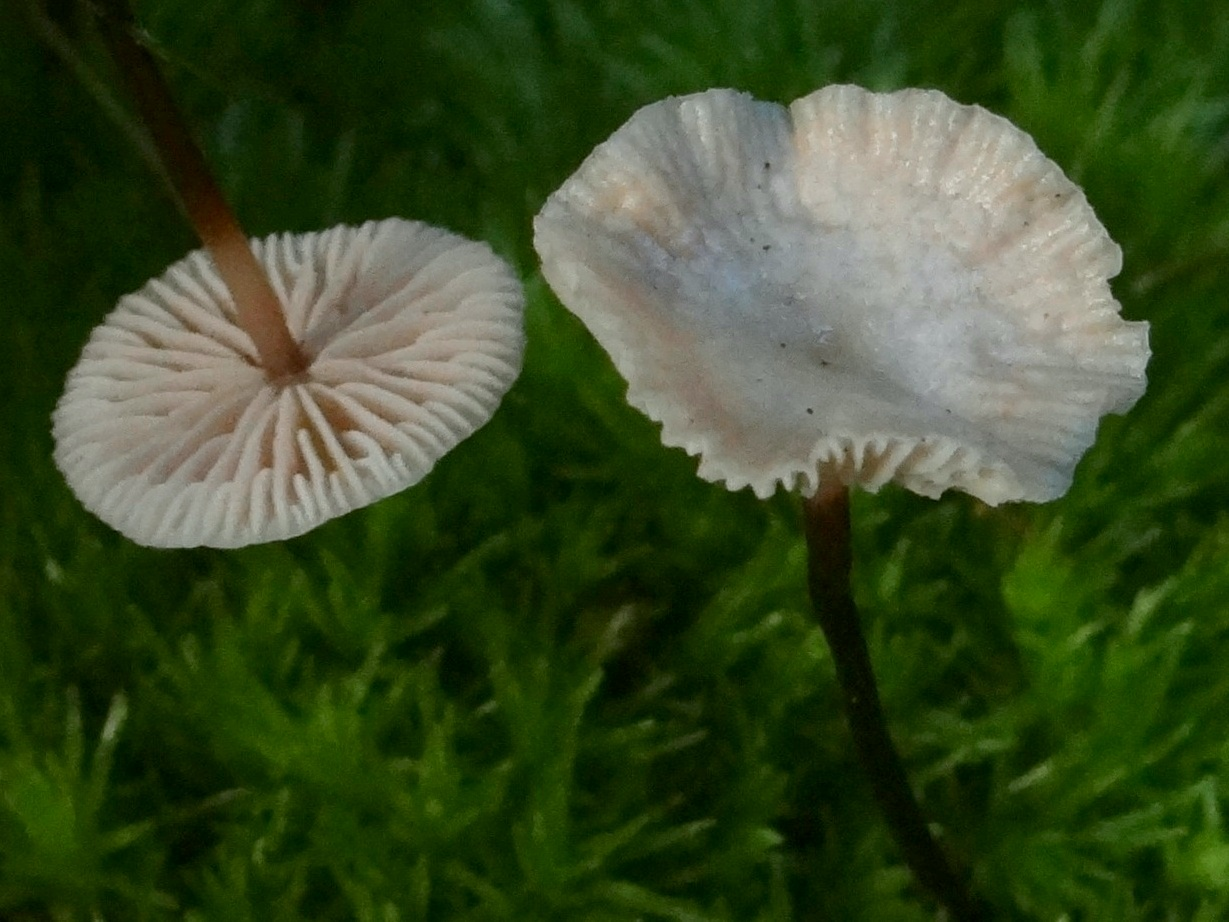